# Fenómenos lunares transitorios

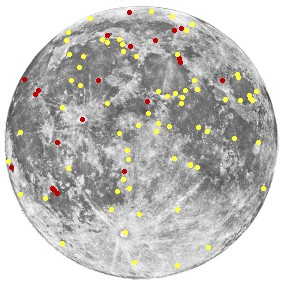
Mapa de distribución aproximada de 300 Fenómenos lunares transitorios. Basado en un mapa de Barbara Middlehurst y Patrick Moore

TLP son las siglas en inglés de Transient Lunar Phenomena, traducido como "fenómenos lunares transitorios". Se trata de resplandores y oscurecimientos locales de la superficie de la Luna producidos teóricamente por pequeñas perturbaciones y lunamotos que liberan gases del interior del satélite. Desde casi el inicio de la selenografía se ha observado sobre el regolito la presencia de fenómenos luminosos, unos brillantes y otros oscuros, incomprensibles y de difícil explicación. 
En julio de 1968 la NASA publicó el reporte técnico R-277, titulado Chronological Catalog of Reported Lunar Events. El mismo consta de una cronología de todos los fenómenos lunares registrados hasta la fecha de publicación.

## Historia
Ya en 1687 se anunció la visión de un punto muy brillante entre los cuernos lunares, una visión que bien pudo ser errónea dada la calidad de los instrumentos de entonces. Lo que ya no es tan seguro es que el célebre astrónomo William Herschel se equivocase al anunciar que durante un eclipse lunar en 1783 viese sobre la Luna luces extrañas y brillantes, fenómeno que se repitió en 1787 con la visión de "puntos resplandecientes" o en 1821, luces que dijo avistar en tres ocasiones.
El astrónomo español Antonio de Ulloa (quien colaboró en la medición de las dimensiones de la Tierra en una expedición internacional a Perú) observó en 1778, durante el eclipse lunar ocurrido el 24 de junio, un punto brillante sobre la superficie lunar a modo de "agujero" que dejase pasar la luz solar; una luz similar aunque rojiza sería observada durante casi cinco meses en el año 1789. 
En 1788 el astrónomo planetario alemán Johan Schröter había informado de la presencia de una brillantísima luz entre los picos de los montes Alpes, no lejos de Platón. 
El mismo astrónomo real británico Nevil Maskelyne comunicó la observación de otro avistamiento telescópico sobre la superficie lunar.
El cráter Platón, oscuro de aparente fondo plano, es un rico foco de actividad TLP: desde Schröter en 1788 se viene mencionando la aparición de luces o brillos en su superficie, no faltando observadores que viesen en su fondo grupos desde 4 hasta 28 luces diferentes, que aumentaban y disminuían de brillo alternativamente con el tiempo. En 1877 se avistaría un extraño triángulo luminoso en el mismo fondo y H. P. Wilkins anunciaría en agosto de 1944 la presencia de un punto redondo en el cráter. El mismo Wilkins aportaría otra observación de un resplandor asombroso en la zona del cráter Aristarco, otro sector también bastante "caliente" en este tipo de fenómenos.
Otra observación fiable proviene del astrónomo francés Trouvelot, del observatorio de Meudon, quien avistó en febrero de 1877 una luz en el cráter Eudoxo, una zona bastante conocida por este tipo de actividad; en marzo se avistaría otra luz en la zona del cráter Proclus y en junio se avistaría otra extraña luz.
En septiembre de 1953 Rudolph Lippert anunció la visión de una luz que resplandeció con un intenso color amarillo anaranjado, que él achacó a un impacto meteórico sobre la superficie lunar.

## Avistamientos modernos
El primer registro fiable de un TLP sería el que efectuó el astrónomo soviético Nikolai Kozyrev, del Observatorio de Crimea, el 4 de noviembre de 1958, quien obtuvo el espectro de una nube rojiza emitida por el pico central del cráter Alphonsus. De los estudios posteriores basados en el análisis de las emisiones de carbono diatómico se llegó a la conclusión de que la composición de dicha nube era similar al gas que genera la cabeza de los cometas.
Otra observación, de las múltiples documentadas (confirmada por varios observadores), es la que registró el Observatorio Lowell en abril de 1966 cuando un astrónomo siguió el brillo de una intensa luz rojiza en el cráter Gassendi.
Con el inicio de las misiones Apolo a la Luna comenzó una campaña de observaciones de TLP en 1969, coordinadas por el Center for Short Live Phenomena (Centro para Fenómenos de Corta Vida), fenómenos que deberían ser comunicados a los astronautas para su posterior confirmación. En España la Agrupación Astronómica de Sabadell observó uno en el fondo del cráter Aristarco (mayo de 1969); durante una segunda campaña tanto José Mª Oliver (19 de julio en Aristarco) como José Mª Gómez (9 de agosto en Heródoto) llegaron a avistar este tipo de fenómenos. No terminó el año sin que se efectuasen nuevos avistamientos: así con motivo del lanzamiento del Apolo 12 se avistaron luces sobre Aristarco por dos observadores, confirmando el uno el avistamiento del otro. Los resultados positivos de estos tres programas permitieron confirmar definitivamente la existencia de los TLP como fenómenos físicos y no espejismos.
En los últimos años Tófol Tobal en noviembre de 1982 observó un TLP que duró 45 minutos en el pico de Alphonsus.

## Explicación y fenomenología
El origen de este tipo de fenómenos no está del todo claro; no debe descartarse la actividad volcánica, que si bien es muy reducida y está concentrada en regiones concretas (como Alphonsus o Aristarco), puede presentarse en focos residuales de vulcanismo: esto lo avalan las nubes de gas y los resplandores. 
Tampoco pueden excluirse los fenómenos de fluorescencia que se originan por el bombardeo de partículas energéticas provenientes del Sol en épocas de máxima actividad (fulguraciones solares), bombardeo que podría hacer brillar ciertos materiales lunares por fluorescencia inducida y que sólo sería percibido como resplandores en la zona oscura de la Luna.
En contadas ocasiones es posible que algunos restos (fragmentos cometarios helados o pequeños bólidos de alguna lluvia periódica) se estrellen sobre la rugosa superficie lunar, originando resplandores brillantes de muy corta duración capaces de levantar una nube de polvo brillante (podemos mencionar el impacto producido el 13 de mayo de 1972 cerca de la zona de alunizaje del Apolo 14, que liberó la misma energía que 1000 toneladas de TNT y que fue confirmado por personal del Smithsonian Institute): numerosas veces cada año nuestro planeta cruza enjambres meteóricos como las Perseidas, Leónidas, Táuridas, muchos de los cuales inciden sobre la Tierra quemándose como estrellas fugaces en la atmósfera; al caer sobre la Luna estas partículas llegarían intactas al suelo impactando a gran velocidad (como mínimo 2,3 km/s) transformando toda la energía cinética en calor. 
Otras posibles causas de la aparición repentina de estos fenómenos pueden ser los lunamotos o temblores de la corteza lunar producidos por la atracción de la Tierra sobre la Luna. Esta enorme tensión, ya manifestada en las enormes fallas del centro de la cara visible, origina fuertes movimientos del suelo que puede causar grietas por las cuales se escapen gases que hasta entonces permanecían atrapados bajo la superficie de nuestro satélite. 
También los fenómenos producidos por las diferencias de temperatura que puede llegar a ser de más de 200 grados centígrados en el transcurso de un corto espacio de tiempo, sobre todo en el periodo de orto y ocaso del Sol ayudaría a fragmentar los materiales pétreos, pudiendo originar escapes de gases similares a los producidos por movimientos sísmicos.